# 小眼双趾鼬鳚
小眼双趾鼬鳚（学名：Dinematichthys minyomma）为胎鼬鳚科双趾鼬鳚属的鱼类。分布于加勒比海、台湾岛等，属于暖水性珊瑚礁区底层小型海鱼。该物种的模式产地在加勒比海。

## 扩展阅读
維基物種上的相關：小眼双趾鼬鳚